# Rap Contenders
Pour les articles homonymes, voir RC.
 (mai 2024).
Motif : plusieurs sections sans source, ou en autosourçage. + Wikipédia n'est pas une banque de données. Il faut des sources secondaires pour déterminer qu'une information est pertinente / encyclopédique
Rap Contenders (RC) est une ligue française de battle rap a cappella créée par Dony S (assisté de Srin Po) et Stunner en 2010,. Elle est présentée par ces derniers, avec Badsam et Driver. Les Rap Contenders ont fait office de tremplin pour de nombreux rappeurs français : le collectif L'Entourage (Nekfeu, Deen Burbigo, Alpha Wann, Jazzy Bazz, Guizmo),,, Dinos, Taipan ou encore Bigflo et Oli. Les vidéos des battles sont d'abord diffusées sur Dailymotion puis sur Youtube. Leur chaîne Youtube compte plus de 580 000 abonnés et plus de 190 millions de vues cumulées. Depuis plusieurs éditions les battles se déroulent dans la salle du Cabaret Sauvage à Paris.

## Principes
Deux rappeurs ou équipes de rappeurs s'affrontent. Les participants ont environ 1 min 30 s chacun pour scander a cappella des phrases, souvent préparées à l'avance, afin de ridiculiser, discréditer et insulter l'adversaire. Les battles s'effectuent la plupart du temps en trois rounds. Pour Julien Barret, les Rap Contenders sont « une fusion entre les arts oratoires et les arts de la performance d’aujourd’hui ». Le gagnant du battle est désigné par un jury,, bien qu'il arrive que certains battles ne soient pas jugés.

## Champions
| Champion par Édition / Année | Champion par Édition / Année | Champion par Édition / Année | Champion par Édition / Année |
| Année                        | Édition                      | Battle pour le Titre         | Champion                     |
| ---------------------------- | ---------------------------- | ---------------------------- | ---------------------------- |
| 2010                         | Rap Contenders 1             | Pas de Battle pour le Titre  | Pas de Battle pour le Titre  |
| 2010                         | Rap Contenders 2             | Pas de Battle pour le Titre  | Pas de Battle pour le Titre  |
| 2011                         | Rap Contenders 3             | Pas de Battle pour le Titre  | Pas de Battle pour le Titre  |
| 2011                         | Rap Contenders 4             | Gaiden vs Lunik              | Gaiden (1)                   |
| 2012                         | Rap Contenders 5             | Jazzy Bazz vs Gaiden         | Jazzy Bazz (1)               |
| 2013                         | Rap Contenders 6             | Wojtek vs Lawid              | Wojtek (1)                   |
| 2014                         | Rap Contenders 7             | Wojtek vs Gaiden             | Wojtek (2)                   |
| 2014                         | Rap Contenders 8             | Pas de Battle pour le Titre  | Pas de Battle pour le Titre  |
| 2015                         | Rap Contenders 9             | Wojtek vs Maadou             | Wojtek (3)                   |
| 2016                         | Rap Contenders 10            | Wojtek vs Louvar             | Wojtek (4)                   |
| 2016                         | Rap Contenders 11            | Hermano vs Cheef             | Hermano (1)                  |
| 2017                         | Rap Contenders 12            | Pas de Battle pour le Titre  | Pas de Battle pour le Titre  |
| 2017                         | Rap Contenders 13            | Wojtek vs Hermano            | Wojtek (5)                   |
| 2019                         | Rap Contenders 14            | Louvar vs K5                 | Louvar (1)                   |
| 2019                         | Rap Contenders 15            | Pas de Battle pour le Titre  | Pas de Battle pour le Titre  |
| 2020                         | Rap Contenders 16            | Aladoum vs Louvar            | Aladoum (1)                  |
| 2022                         | Rap Contenders 10 ans        | Pas de Battle pour le Titre  | Pas de Battle pour le Titre  |
| 2022                         | Rap Contenders 17            | Aladoum vs Andra             | Aladoum (2)                  |
| 2023                         | Rap Contenders 18            | Pas de Battle pour le Titre  |                              |
| 2023                         | Rap Contenders 19            | Bramzo vs Aladoum            | Bramzo (1)                   |
| 2024                         | Rap Contenders 20            | Pas de Battle pour le Titre  |                              |
| 2024                         | Rap Contenders 21            | Bramzo vs Wojtek             | Wojtek (6)                   |

Pour ce qui est des éditions 1, 2, 3, 8, 12, 15, 18 et 20 il n'y a pas de "Battle pour le titre".
| Classement des Champions RC | Classement des Champions RC | Classement des Champions RC                                                                  | Classement des Champions RC | Classement des Champions RC                                                                  |
| Battle MC                   | Battle pour le Titre        | Détails                                                                                      | Titre                       | Détails                                                                                      |
| --------------------------- | --------------------------- | -------------------------------------------------------------------------------------------- | --------------------------- | -------------------------------------------------------------------------------------------- |
| Wojtek                      | 6                           | RC 6 vs Lawid RC 7 vs Gaiden RC 9 vs Maadou RC 10 vs Louvar RC 13 vs Hermano RC 21 vs Bramzo | 6                           | RC 6 vs Lawid RC 7 vs Gaiden RC 9 vs Maadou RC 10 vs Louvar RC 13 vs Hermano RC 21 vs Bramzo |
| Aladoum                     | 3                           | RC 16 vs Louvar RC 17 vs Andra RC 19 vs Bramzo                                               | 2                           | RC 16 vs Louvar RC 17 vs Andra                                                               |
| Gaiden                      | 3                           | RC 4 vs Lunik RC 5 vs Jazzy Bazz RC 7 vs Wojtek                                              | 1                           | RC 4 vs Lunik                                                                                |
| Louvar                      | 3                           | RC 10 vs Wojtek RC 14 vs K5 RC 16 vs Aladoum                                                 | 1                           | RC 14 vs K5                                                                                  |
| Bramzo                      | 2                           | RC 19 vs Aladoum RC21 vs Wojtek                                                              | 1                           | RC 19 vs Aladoum                                                                             |
| Hermano                     | 2                           | RC 11 vs Cheef RC 13 vs Wojtek                                                               | 1                           | RC 11 vs Cheef                                                                               |
| Jazzy Bazz                  | 1                           | RC 5 vs Gaiden                                                                               | 1                           | RC 5 vs Gaiden                                                                               |
| Maadou                      | 1                           | RC 9 vs Wojtek                                                                               | 0                           | -                                                                                            |
| Cheef                       | 1                           | RC 11 vs Hermano                                                                             | 0                           | -                                                                                            |
| K5                          | 1                           | RC 14 vs Louvar                                                                              | 0                           | -                                                                                            |
| Andra                       | 1                           | RC 17 vs Aladoum                                                                             | 0                           | -                                                                                            |

## Liste statistiques des Battles MC
| Classement des meilleurs Battle MC de la ligue | Classement des meilleurs Battle MC de la ligue | Classement des meilleurs Battle MC de la ligue | Classement des meilleurs Battle MC de la ligue | Classement des meilleurs Battle MC de la ligue | Classement des meilleurs Battle MC de la ligue | Classement des meilleurs Battle MC de la ligue | Classement des meilleurs Battle MC de la ligue | Classement des meilleurs Battle MC de la ligue | Classement des meilleurs Battle MC de la ligue | Classement des meilleurs Battle MC de la ligue |
| N                                              | N                                              | Battle MC                                      | 1er Apparition                                 | 1er Apparition                                 | Battles                                        | % Victoire                                     | Battle pour le Titre                           | Victoire                                       | Défaite                                        | Nul ou Non Jugé                                |
| ---------------------------------------------- | ---------------------------------------------- | ---------------------------------------------- | ---------------------------------------------- | ---------------------------------------------- | ---------------------------------------------- | ---------------------------------------------- | ---------------------------------------------- | ---------------------------------------------- | ---------------------------------------------- | ---------------------------------------------- |
| 1                                              | Drapeau de la France                           | Wojtek                                         | RC 2                                           | 2010                                           | 13                                             | 77%                                            | 6                                              | 10                                             | 1                                              | 2                                              |
| 2                                              | Drapeau de la France                           | Gaiden                                         | RC 1                                           | 2010                                           | 11                                             | 55%                                            | 3                                              | 6                                              | 4                                              | 1                                              |
| 2                                              | Drapeau de la France                           | RES                                            | RC 3                                           | 2011                                           | 8                                              | 75%                                            | 2                                              | 6                                              | 2                                              | 0                                              |
| 2                                              | Drapeau de la France                           | Parano                                         | RC 11                                          | 2016                                           | 9                                              | 67%                                            | 0                                              | 6                                              | 3                                              | 0                                              |
| 5                                              | Drapeau de la France                           | Aladoum                                        | RC 7                                           | 2014                                           | 8                                              | 63%                                            | 3                                              | 5                                              | 3                                              | 0                                              |
| 5                                              | Drapeau du Luxembourg                          | Louvar                                         | RC 7                                           | 2014                                           | 8                                              | 63%                                            | 3                                              | 5                                              | 2                                              | 1                                              |
| 5                                              | Drapeau de la France                           | Maadou                                         | RC 7                                           | 2014                                           | 8                                              | 63%                                            | 1                                              | 5                                              | 1                                              | 2                                              |
| 5                                              | Drapeau de la France                           | Cheef                                          | RC 7                                           | 2014                                           | 7                                              | 71%                                            | 1                                              | 5                                              | 2                                              | 0                                              |
| 5                                              | Drapeau de la France                           | Marti                                          | RC 10                                          | 2016                                           | 8                                              | 63%                                            | 0                                              | 5                                              | 2                                              | 1                                              |
| 10                                             | Drapeau de la France                           | Hermano                                        | RC 7                                           | 2014                                           | 8                                              | 50%                                            | 3                                              | 4                                              | 4                                              | 0                                              |
| 10                                             | Drapeau de la France                           | Bramzo                                         | RC 11                                          | 2016                                           | 7                                              | 57%                                            | 2                                              | 4                                              | 3                                              | 0                                              |
| 10                                             | Drapeau de la France                           | Andra                                          | RC 14                                          | 2019                                           | 5                                              | 80%                                            | 1                                              | 4                                              | 1                                              | 0                                              |
| 10                                             | Drapeau de la France                           | Marshall Ombre                                 | RC 5                                           | 2012                                           | 7                                              | 57%                                            | 0                                              | 4                                              | 3                                              | 0                                              |
| 14                                             | Drapeau de la France                           | Jazzy Bazz                                     | RC 2                                           | 2010                                           | 3                                              | 100%                                           | 1                                              | 3                                              | 0                                              | 0                                              |
| 14                                             | Drapeau de la France                           | K5                                             | RC 11                                          | 2016                                           | 7                                              | 43%                                            | 1                                              | 3                                              | 2                                              | 2                                              |
| 14                                             | Drapeau de la France                           | Lunik                                          | RC 1                                           | 2010                                           | 6                                              | 50%                                            | 0                                              | 3                                              | 2                                              | 1                                              |
| 14                                             | Drapeau de la France                           | Lawid                                          | RC 3                                           | 2011                                           | 5                                              | 60%                                            | 0                                              | 3                                              | 2                                              | 0                                              |
| 14                                             | Drapeau de la France                           | Vincenz                                        | RC 3                                           | 2011                                           | 5                                              | 60%                                            | 0                                              | 3                                              | 2                                              | 0                                              |
| 14                                             | Drapeau de la France                           | Fleyo                                          | RC 6                                           | 2013                                           | 7                                              | 43%                                            | 0                                              | 3                                              | 4                                              | 0                                              |
| 14                                             | Drapeau de la France                           | Aparzite                                       | RC 10                                          | 2016                                           | 8                                              | 38%                                            | 0                                              | 3                                              | 3                                              | 2                                              |
| 14                                             | Drapeau de la France                           | Doc Brown                                      | RC 14                                          | 2019                                           | 5                                              | 60%                                            | 0                                              | 3                                              | 2                                              | 0                                              |
| 14                                             | Drapeau de la France                           | Frost                                          | RC 10 ans                                      | 2022                                           | 4                                              | 85%                                            | 0                                              | 3                                              | 1                                              | 0                                              |

| Classement de tous les Battle MC ayant participé aux Rap Contenders | Classement de tous les Battle MC ayant participé aux Rap Contenders | Classement de tous les Battle MC ayant participé aux Rap Contenders | Classement de tous les Battle MC ayant participé aux Rap Contenders | Classement de tous les Battle MC ayant participé aux Rap Contenders | Classement de tous les Battle MC ayant participé aux Rap Contenders | Classement de tous les Battle MC ayant participé aux Rap Contenders | Classement de tous les Battle MC ayant participé aux Rap Contenders | Classement de tous les Battle MC ayant participé aux Rap Contenders | Classement de tous les Battle MC ayant participé aux Rap Contenders | Classement de tous les Battle MC ayant participé aux Rap Contenders | Classement de tous les Battle MC ayant participé aux Rap Contenders        | Classement de tous les Battle MC ayant participé aux Rap Contenders | Classement de tous les Battle MC ayant participé aux Rap Contenders |
| N                                                                   | Battle MC                                                           | 1er Apparition                                                      | 1er Apparition                                                      | Battles                                                             | % Victoire                                                          | Battle pour le Titre                                                | Victoire                                                            | Défaite                                                             | Nul                                                                 | Non Jugé                                                            | Détails Victoires                                                          | Détails Défaites                                                    | Détails Non Jugés ou Nuls                                           |
| ------------------------------------------------------------------- | ------------------------------------------------------------------- | ------------------------------------------------------------------- | ------------------------------------------------------------------- | ------------------------------------------------------------------- | ------------------------------------------------------------------- | ------------------------------------------------------------------- | ------------------------------------------------------------------- | ------------------------------------------------------------------- | ------------------------------------------------------------------- | ------------------------------------------------------------------- | -------------------------------------------------------------------------- | ------------------------------------------------------------------- | ------------------------------------------------------------------- |
| Drapeau de la France                                                | Wojtek                                                              | RC 2                                                                | 2010                                                                | 13                                                                  | 77%                                                                 | 6                                                                   | 10                                                                  | 1                                                                   | 0                                                                   | 2                                                                   | - RC 3 - RC 5 - RC 6 - RC 7 - RC 9 - RC 10 - RC 13 - RC 15 - RC 20 - RC 21 | - RC 2                                                              | - RC 4 - RC 15                                                      |
| Drapeau de la France                                                | Gaiden                                                              | RC 1                                                                | 2010                                                                | 11                                                                  | 55%                                                                 | 3                                                                   | 6                                                                   | 4                                                                   | 0                                                                   | 1                                                                   | - RC 1 - RC 2 - RC 3 - RC 4 - RC 11 - RC 12                                | - RC 5 - RC 7 - RC 10 - RC 17                                       | - RC 8                                                              |
| Drapeau de la France                                                | RES                                                                 | RC 3                                                                | 2011                                                                | 8                                                                   | 75%                                                                 | 2                                                                   | 6                                                                   | 2                                                                   | 0                                                                   | 0                                                                   | - RC 3 - RC 6 - RC 8 - RC 17 - RC 18 - RC 19                               | - RC 4 - RC 20                                                      | -                                                                   |
| Drapeau de la France                                                | Parano                                                              | RC 11                                                               | 2016                                                                | 9                                                                   | 67%                                                                 | 0                                                                   | 6                                                                   | 3                                                                   | 0                                                                   | 0                                                                   | - RC 11 - RC 12 - RC 15 - RC 16 - RC 18 - RC 19                            | - RC 13 - RC 14 - RC 10 ans                                         | -                                                                   |
| Drapeau de la France                                                | Aladoum                                                             | RC 7                                                                | 2014                                                                | 8                                                                   | 63%                                                                 | 3                                                                   | 5                                                                   | 3                                                                   | 0                                                                   | 0                                                                   | - RC 7 - RC 14 - RC 15 - RC 16 - RC 17                                     | - RC 8 - RC 9 - RC 19                                               | -                                                                   |
| Drapeau du Luxembourg                                               | Louvar                                                              | RC 7                                                                | 2014                                                                | 8                                                                   | 63%                                                                 | 3                                                                   | 5                                                                   | 2                                                                   | 0                                                                   | 1                                                                   | - RC 7 - RC 8 - RC 9 - RC 14 - RC 17                                       | - RC 10 - RC 16                                                     | - RC 12                                                             |
| Drapeau de la France                                                | Maadou                                                              | RC 7                                                                | 2014                                                                | 8                                                                   | 63%                                                                 | 1                                                                   | 5                                                                   | 1                                                                   | 2                                                                   | 0                                                                   | - RC 6 - RC 7 - RC 8 - RC 10 - RC 14                                       | - RC 9                                                              | - RC 12 - RC 16                                                     |
| Drapeau de la France                                                | Cheef                                                               | RC 7                                                                | 2014                                                                | 7                                                                   | 71%                                                                 | 1                                                                   | 5                                                                   | 2                                                                   | 0                                                                   | 0                                                                   | - RC 7 - RC 9 - RC 10 - RC 13 - RC 14                                      | - RC 8 - RC 11                                                      | -                                                                   |
| Drapeau de la France                                                | Marti                                                               | RC 10                                                               | 2016                                                                | 8                                                                   | 63%                                                                 | 0                                                                   | 5                                                                   | 2                                                                   | 0                                                                   | 1                                                                   | - RC 9 - RC 11 - RC 14 - RC 18 - RC 20                                     | - RC 10 - RC 12                                                     | - RC 10 ans                                                         |
| Drapeau de la France                                                | Hermano                                                             | RC 7                                                                | 2014                                                                | 8                                                                   | 50%                                                                 | 3                                                                   | 4                                                                   | 4                                                                   | 0                                                                   | 0                                                                   | - RC 8 - RC 9 - RC 10 - RC 11                                              | - RC 7 - RC 13 - RC 15 - RC 18                                      | -                                                                   |
| Drapeau de la France                                                | Bramzo                                                              | RC 11                                                               | 2016                                                                | 7                                                                   | 57%                                                                 | 1                                                                   | 4                                                                   | 3                                                                   | 0                                                                   | 0                                                                   | - RC 14 - RC 10 ans - RC 18 - RC 19                                        | - RC 11 - RC 15                                                     | -                                                                   |
| Drapeau de la France                                                | Andra                                                               | RC 14                                                               | 2019                                                                | 5                                                                   | 80%                                                                 | 1                                                                   | 4                                                                   | 1                                                                   | 0                                                                   | 0                                                                   | - RC 14 - RC 15 - RC 16 - RC 10 ans                                        | - RC 17                                                             | -                                                                   |
| Drapeau de la France                                                | Marshall Ombre                                                      | RC 5                                                                | 2012                                                                | 7                                                                   | 57%                                                                 | 0                                                                   | 4                                                                   | 3                                                                   | 0                                                                   | 0                                                                   | - RC 6 - RC 9 - RC 10 - RC 16                                              | - RC 5 - RC 7 - RC 11                                               | -                                                                   |
| Drapeau de la France                                                | Jazzy Bazz                                                          | RC 2                                                                | 2010                                                                | 3                                                                   | 100%                                                                | 1                                                                   | 3                                                                   | 0                                                                   | 0                                                                   | 0                                                                   | - RC 2 - RC 3 - RC 5                                                       | -                                                                   | -                                                                   |
| Drapeau de la France                                                | K5                                                                  | RC 11                                                               | 2016                                                                | 7                                                                   | 43%                                                                 | 1                                                                   | 3                                                                   | 2                                                                   | 1                                                                   | 1                                                                   | - RC 11 - RC 13 - RC 15                                                    | - RC 14 - RC 18                                                     | - RC 12 - RC 16                                                     |
| Drapeau de la France                                                | Lunik                                                               | RC 1                                                                | 2010                                                                | 6                                                                   | 50%                                                                 | 0                                                                   | 3                                                                   | 2                                                                   | 0                                                                   | 1                                                                   | - RC 1 - RC 2 - RC 3                                                       | - RC 4 - RC 5                                                       | - RC 10 ans                                                         |
| Drapeau de la France                                                | Lawid                                                               | RC 3                                                                | 2011                                                                | 5                                                                   | 60%                                                                 | 0                                                                   | 3                                                                   | 2                                                                   | 0                                                                   | 0                                                                   | - RC 4 - RC 5 - RC 8                                                       | - RC 3 - RC 6                                                       | -                                                                   |
| Drapeau de la France                                                | Vincenz                                                             | RC 3                                                                | 2011                                                                | 5                                                                   | 60%                                                                 | 0                                                                   | 3                                                                   | 2                                                                   | 0                                                                   | 0                                                                   | - RC 3 - RC 5 - RC 6                                                       | - RC 4 - RC 9                                                       | -                                                                   |
| Drapeau de la France                                                | Fleyo                                                               | RC 6                                                                | 2013                                                                | 7                                                                   | 43%                                                                 | 0                                                                   | 3                                                                   | 4                                                                   | 0                                                                   | 0                                                                   | - RC 6 - RC 7 - RC 10 ans                                                  | - RC 8 - RC 11 - RC 17 - RC 18                                      |                                                                     |
| Drapeau de la France                                                | Aparzite                                                            | RC 10                                                               | 2016                                                                | 8                                                                   | 38%                                                                 | 0                                                                   | 3                                                                   | 3                                                                   | 1                                                                   | 1                                                                   | - RC 11 - RC 15 - RC 10 ans                                                | - RC 10 - RC 16 - RC 17                                             | - RC 12 - RC 13                                                     |
| Drapeau de la France                                                | Doc Brown                                                           | RC 14                                                               | 2019                                                                | 5                                                                   | 60%                                                                 | 0                                                                   | 3                                                                   | 2                                                                   | 0                                                                   | 0                                                                   | - RC 14 - RC 10 ans - RC 17                                                | - RC 16 - RC 18                                                     | -                                                                   |
| Drapeau de la France                                                | Frost                                                               | RC 10 ans                                                           | 2022                                                                | 3                                                                   | 85%                                                                 | 0                                                                   | 4                                                                   | 1                                                                   | 0                                                                   | 0                                                                   | - RC 10 ans - RC 17 - RC 19 - RC 21                                        | -                                                                   | -                                                                   |
| Drapeau de la France                                                | Blackapar                                                           | RC 1                                                                | 2010                                                                | 6                                                                   | 33%                                                                 | 0                                                                   | 2                                                                   | 4                                                                   | 0                                                                   | 0                                                                   | - RC 2 - RC 4                                                              | - RC 1 - RC 5 - RC 6 - RC 10                                        | -                                                                   |
| Drapeau de la France                                                | Deen Burbigo                                                        | RC 1                                                                | 2010                                                                | 3                                                                   | 67%                                                                 | 0                                                                   | 2                                                                   | 1                                                                   | 0                                                                   | 0                                                                   | - RC 1 - RC 3                                                              | - RC 2                                                              | -                                                                   |
| Drapeau de la France                                                | Taipan                                                              | RC 3                                                                | 2011                                                                | 5                                                                   | 40%                                                                 | 0                                                                   | 2                                                                   | 2                                                                   | 1                                                                   | 0                                                                   | - RC 4 - RC 10                                                             | - RC 3 - RC 10 ans                                                  | - RC 12                                                             |
| Drapeau de la France                                                | Yoshi                                                               | RC 4                                                                | 2012                                                                | 4                                                                   | 50%                                                                 | 0                                                                   | 2                                                                   | 1                                                                   | 0                                                                   | 1                                                                   | - RC 4 - RC 5                                                              | - RC 7                                                              | - RC 8                                                              |
| Drapeau de la France                                                | Mic Orni                                                            | RC 4                                                                | 2012                                                                | 3                                                                   | 67%                                                                 | 0                                                                   | 2                                                                   | 1                                                                   | 0                                                                   | 0                                                                   | - RC 4 - RC 7                                                              | - RC 5                                                              | -                                                                   |
| Drapeau du Canada                                                   | St Saoul                                                            | RC 5                                                                | 2012                                                                | 4                                                                   | 50%                                                                 | 0                                                                   | 2                                                                   | 1                                                                   | 0                                                                   | 1                                                                   | - RC 5 - RC 12                                                             | - RC 8                                                              | - RC 11                                                             |
| Drapeau de la France                                                | Godié                                                               | RC 5                                                                | 2012                                                                | 4                                                                   | 50%                                                                 | 0                                                                   | 2                                                                   | 2                                                                   | 0                                                                   | 0                                                                   | - RC 5 - RC 9                                                              | - RC 6 - RC 7                                                       | -                                                                   |
| Drapeau de la France                                                | Arcane                                                              | RC 6                                                                | 2013                                                                | 3                                                                   | 67%                                                                 | 0                                                                   | 2                                                                   | 1                                                                   | 0                                                                   | 0                                                                   | - RC 6 - RC 10                                                             | - RC 7                                                              | -                                                                   |
| Drapeau de la France                                                | 2 Taf                                                               | RC 11                                                               | 2016                                                                | 7                                                                   | 33%                                                                 | 0                                                                   | 2                                                                   | 5                                                                   | 0                                                                   | 0                                                                   | - RC 11 - RC 10 ans                                                        | - RC 9 - RC 12 - RC 13 - RC 15 - RC 19                              | -                                                                   |
| Drapeau de la France                                                | Louve                                                               | RC 18                                                               | 2023                                                                | 3                                                                   | 67%                                                                 | 0                                                                   | 2                                                                   | 0                                                                   | 0                                                                   | 1                                                                   | - RC 19 - RC 20                                                            | -                                                                   | - RC 18                                                             |
| Drapeau de la France                                                | BaT                                                                 | RC 18                                                               | 2023                                                                | 2                                                                   | 100%                                                                | 0                                                                   | 2                                                                   | 0                                                                   | 0                                                                   | 0                                                                   | - RC 18 - RC 19                                                            | -                                                                   | -                                                                   |
| Drapeau de la France                                                | Dony S                                                              | RC 1                                                                | 2010                                                                | 3                                                                   | 33%                                                                 | 0                                                                   | 1                                                                   | 1                                                                   | 0                                                                   | 1                                                                   |                                                                            |                                                                     |                                                                     |
| Drapeau de la France                                                | Srin Po                                                             | RC 1                                                                | 2010                                                                | 4                                                                   | 25%                                                                 | 0                                                                   | 1                                                                   | 3                                                                   | 0                                                                   | 0                                                                   |                                                                            |                                                                     |                                                                     |
| Drapeau de la France                                                | Eff Gee                                                             | RC 1                                                                | 2010                                                                | 3                                                                   | 33%                                                                 | 0                                                                   | 1                                                                   | 2                                                                   | 0                                                                   | 0                                                                   |                                                                            |                                                                     |                                                                     |
| Drapeau de la France                                                | Nekfeu                                                              | RC 1                                                                | 2010                                                                | 2                                                                   | 50%                                                                 | 0                                                                   | 1                                                                   | 1                                                                   | 0                                                                   | 0                                                                   |                                                                            |                                                                     |                                                                     |
| Drapeau du Canada                                                   | Filigrann                                                           | RC 2                                                                | 2010                                                                | 1                                                                   | 100%                                                                | 0                                                                   | 1                                                                   | 0                                                                   | 0                                                                   | 0                                                                   |                                                                            |                                                                     |                                                                     |
| Drapeau de la France                                                | Sango                                                               | RC 3                                                                | 2011                                                                | 2                                                                   | 50%                                                                 | 0                                                                   | 1                                                                   | 1                                                                   | 0                                                                   | 0                                                                   |                                                                            |                                                                     |                                                                     |
| Drapeau de la France                                                | MadMax                                                              | RC 4                                                                | 2012                                                                | 4                                                                   | 25%                                                                 | 0                                                                   | 1                                                                   | 3                                                                   | 0                                                                   | 0                                                                   |                                                                            |                                                                     |                                                                     |
| Drapeau de la France                                                | Dinos                                                               | RC 4                                                                | 2012                                                                | 2                                                                   | 50%                                                                 | 0                                                                   | 1                                                                   | 1                                                                   | 0                                                                   | 0                                                                   |                                                                            |                                                                     |                                                                     |
| Drapeau de la France                                                | Eech                                                                | RC 4                                                                | 2012                                                                | 1                                                                   | 100%                                                                | 0                                                                   | 1                                                                   | 0                                                                   | 0                                                                   | 0                                                                   |                                                                            |                                                                     |                                                                     |
| Drapeau de la France                                                | Pasteur H                                                           | RC 6                                                                | 2013                                                                | 3                                                                   | 33%                                                                 | 0                                                                   | 1                                                                   | 2                                                                   | 0                                                                   | 0                                                                   |                                                                            |                                                                     |                                                                     |
| Drapeau du Canada                                                   | Obia                                                                | RC 6                                                                | 2013                                                                | 1                                                                   | 100%                                                                | 0                                                                   | 1                                                                   | 0                                                                   | 0                                                                   | 0                                                                   |                                                                            |                                                                     |                                                                     |
| Drapeau de la France                                                | Lamanif                                                             | RC 7                                                                | 2014                                                                | 7                                                                   | 14%                                                                 | 0                                                                   | 1                                                                   | 4                                                                   | 0                                                                   | 2                                                                   |                                                                            |                                                                     |                                                                     |
| Drapeau du Canada                                                   | Jeune Chilly Chill                                                  | RC 8                                                                | 2014                                                                | 3                                                                   | 33%                                                                 | 0                                                                   | 1                                                                   | 2                                                                   | 0                                                                   | 0                                                                   |                                                                            |                                                                     |                                                                     |
| Drapeau de la France                                                | Smoothi                                                             | RC 9                                                                | 2015                                                                | 1                                                                   | 100%                                                                | 0                                                                   | 1                                                                   | 0                                                                   | 0                                                                   | 0                                                                   |                                                                            |                                                                     |                                                                     |
| Drapeau de la France                                                | Maras                                                               | RC 10                                                               | 2016                                                                | 5                                                                   | 20%                                                                 | 0                                                                   | 1                                                                   | 4                                                                   | 0                                                                   | 0                                                                   |                                                                            |                                                                     |                                                                     |
| Drapeau de la France                                                | Saminem                                                             | RC 10                                                               | 2016                                                                | 4                                                                   | 25%                                                                 | 0                                                                   | 1                                                                   | 3                                                                   | 0                                                                   | 0                                                                   |                                                                            |                                                                     |                                                                     |
| Drapeau du Canada                                                   | Franko Bucci                                                        | RC 13                                                               | 2017                                                                | 3                                                                   | 33%                                                                 | 0                                                                   | 1                                                                   | 1                                                                   | 1                                                                   | 0                                                                   |                                                                            |                                                                     |                                                                     |
| Drapeau de la France                                                | BGL                                                                 | RC 13                                                               | 2017                                                                | 2                                                                   | 50%                                                                 | 0                                                                   | 1                                                                   | 1                                                                   | 0                                                                   | 0                                                                   |                                                                            |                                                                     |                                                                     |
| Drapeau de la France                                                | Ventouz                                                             | RC 13                                                               | 2017                                                                | 2                                                                   | 50%                                                                 | 0                                                                   | 1                                                                   | 1                                                                   | 0                                                                   | 0                                                                   |                                                                            |                                                                     |                                                                     |
| Drapeau de la France                                                | Benji                                                               | RC 13                                                               | 2017                                                                | 1                                                                   | 100%                                                                | 0                                                                   | 1                                                                   | 0                                                                   | 0                                                                   | 0                                                                   |                                                                            |                                                                     |                                                                     |
| Drapeau de la France                                                | Mo The Fucker                                                       | RC 14                                                               | 2019                                                                | 4                                                                   | 25%                                                                 | 0                                                                   | 1                                                                   | 2                                                                   | 0                                                                   | 1                                                                   |                                                                            |                                                                     |                                                                     |
| Drapeau de la France                                                | Espiway                                                             | RC 14                                                               | 2019                                                                | 2                                                                   | 50%                                                                 | 0                                                                   | 1                                                                   | 1                                                                   | 0                                                                   | 0                                                                   |                                                                            |                                                                     |                                                                     |
| Drapeau de la France                                                | Youm                                                                | RC 15                                                               | 2019                                                                | 2                                                                   | 50%                                                                 | 0                                                                   | 1                                                                   | 1                                                                   | 0                                                                   | 0                                                                   |                                                                            |                                                                     |                                                                     |
| Drapeau de la France                                                | Oliver Twist                                                        | RC 16                                                               | 2020                                                                | 2                                                                   | 50%                                                                 | 0                                                                   | 1                                                                   | 1                                                                   | 0                                                                   | 0                                                                   |                                                                            |                                                                     |                                                                     |
| Drapeau de la France                                                | Deuzé                                                               | RC 10 ans                                                           | 2022                                                                | 2                                                                   | 50%                                                                 | 0                                                                   | 1                                                                   | 1                                                                   | 0                                                                   | 0                                                                   |                                                                            |                                                                     |                                                                     |
| Drapeau de la France                                                | JDM                                                                 | RC 10 ans                                                           | 2022                                                                | 2                                                                   | 50%                                                                 | 0                                                                   | 1                                                                   | 1                                                                   | 0                                                                   | 0                                                                   |                                                                            |                                                                     |                                                                     |
| Drapeau de la France                                                | Esope                                                               | RC 10 ans                                                           | 2022                                                                | 1                                                                   | 100%                                                                | 0                                                                   | 1                                                                   | 0                                                                   | 0                                                                   | 0                                                                   |                                                                            |                                                                     |                                                                     |
| Drapeau de la France                                                | El-deterr                                                           | RC 17                                                               | 2022                                                                | 2                                                                   | 50%                                                                 | 0                                                                   | 1                                                                   | 1                                                                   | 0                                                                   | 0                                                                   |                                                                            |                                                                     |                                                                     |
| Drapeau de la France                                                | Insa                                                                | RC 18                                                               | 2023                                                                | 1                                                                   | 100%                                                                | 0                                                                   | 1                                                                   | 0                                                                   | 0                                                                   | 0                                                                   |                                                                            |                                                                     |                                                                     |
| Drapeau de la France                                                | Kader Diaby                                                         | RC 19                                                               | 2023                                                                | 2                                                                   | 50%                                                                 | 0                                                                   | 1                                                                   | 1                                                                   | 0                                                                   | 0                                                                   |                                                                            |                                                                     |                                                                     |
| Drapeau de la France                                                | Sartre                                                              | RC 19                                                               | 2023                                                                | 2                                                                   | 50%                                                                 | 0                                                                   | 1                                                                   | 1                                                                   | 0                                                                   | 0                                                                   |                                                                            |                                                                     |                                                                     |
| Drapeau de la France                                                | John A                                                              | RC 19                                                               | 2023                                                                | 1                                                                   | 100%                                                                | 0                                                                   | 1                                                                   | 0                                                                   | 0                                                                   | 0                                                                   |                                                                            |                                                                     |                                                                     |
| Drapeau de la France                                                | Alpha Wann                                                          | RC 1                                                                | 2010                                                                | 2                                                                   | 0%                                                                  | 0                                                                   | 0                                                                   | 2                                                                   | 0                                                                   | 0                                                                   |                                                                            |                                                                     |                                                                     |
| Drapeau de la France                                                | Pen                                                                 | RC 1                                                                | 2010                                                                | 2                                                                   | 0%                                                                  | 0                                                                   | 0                                                                   | 2                                                                   | 0                                                                   | 0                                                                   |                                                                            |                                                                     |                                                                     |
| Drapeau de la France                                                | TZN                                                                 | RC 1                                                                | 2010                                                                | 2                                                                   | 0%                                                                  | 0                                                                   | 0                                                                   | 2                                                                   | 0                                                                   | 0                                                                   |                                                                            |                                                                     |                                                                     |
| Drapeau de la France                                                | Logik Konstantine                                                   | RC 1                                                                | 2010                                                                | 1                                                                   | 0%                                                                  | 0                                                                   | 0                                                                   | 1                                                                   | 0                                                                   | 0                                                                   |                                                                            |                                                                     |                                                                     |
| Drapeau de la France                                                | Krok                                                                | RC 3                                                                | 2011                                                                | 1                                                                   | 0%                                                                  | 0                                                                   | 0                                                                   | 1                                                                   | 0                                                                   | 0                                                                   |                                                                            |                                                                     |                                                                     |
| Drapeau de la France                                                | Pandor                                                              | RC 3                                                                | 2011                                                                | 1                                                                   | 0%                                                                  | 0                                                                   | 0                                                                   | 1                                                                   | 0                                                                   | 0                                                                   |                                                                            |                                                                     |                                                                     |
| Drapeau du Canada                                                   | Suspek T                                                            | RC 3                                                                | 2011                                                                | 1                                                                   | 0%                                                                  | 0                                                                   | 0                                                                   | 1                                                                   | 0                                                                   | 0                                                                   |                                                                            |                                                                     |                                                                     |
| Drapeau de la France                                                | Billy Bats                                                          | RC 4                                                                | 2012                                                                | 1                                                                   | 0%                                                                  | 0                                                                   | 0                                                                   | 1                                                                   | 0                                                                   | 0                                                                   |                                                                            |                                                                     |                                                                     |
| Drapeau de la France                                                | Crescendo                                                           | RC 5                                                                | 2012                                                                | 2                                                                   | 0%                                                                  | 0                                                                   | 0                                                                   | 2                                                                   | 0                                                                   | 0                                                                   |                                                                            |                                                                     |                                                                     |
| Drapeau du Canada                                                   | Kard                                                                | RC 5                                                                | 2012                                                                | 1                                                                   | 0%                                                                  | 0                                                                   | 0                                                                   | 1                                                                   | 0                                                                   | 0                                                                   |                                                                            |                                                                     |                                                                     |
| Drapeau de la France                                                | Joe Natt                                                            | RC 6                                                                | 2013                                                                | 1                                                                   | 0%                                                                  | 0                                                                   | 0                                                                   | 1                                                                   | 0                                                                   | 0                                                                   |                                                                            |                                                                     |                                                                     |
| Drapeau de la France                                                | Enerku                                                              | RC 7                                                                | 2014                                                                | 2                                                                   | 0%                                                                  | 0                                                                   | 0                                                                   | 2                                                                   | 0                                                                   | 0                                                                   |                                                                            |                                                                     |                                                                     |
| Drapeau de la France                                                | Tetris                                                              | RC 8                                                                | 2014                                                                | 2                                                                   | 0%                                                                  | 0                                                                   | 0                                                                   | 2                                                                   | 0                                                                   | 0                                                                   |                                                                            |                                                                     |                                                                     |
| Drapeau du Canada                                                   | Freddy Gruesum                                                      | RC 9                                                                | 2015                                                                | 3                                                                   | 0%                                                                  | 0                                                                   | 0                                                                   | 2                                                                   | 0                                                                   | 1                                                                   |                                                                            |                                                                     |                                                                     |
| Drapeau de la France                                                | Nelson Barros                                                       | RC 9                                                                | 2015                                                                | 1                                                                   | 0%                                                                  | 0                                                                   | 0                                                                   | 1                                                                   | 0                                                                   | 0                                                                   |                                                                            |                                                                     |                                                                     |
| Drapeau de la France                                                | Zomaken                                                             | RC 9                                                                | 2015                                                                | 1                                                                   | 0%                                                                  | 0                                                                   | 0                                                                   | 1                                                                   | 0                                                                   | 0                                                                   |                                                                            |                                                                     |                                                                     |
| Drapeau du Canada                                                   | Arno                                                                | RC 12                                                               | 2017                                                                | 1                                                                   | 0%                                                                  | 0                                                                   | 0                                                                   | 0                                                                   | 0                                                                   | 1                                                                   |                                                                            |                                                                     |                                                                     |
| Drapeau du Canada                                                   | Chacalcolik                                                         | RC 12                                                               | 2017                                                                | 1                                                                   | 0%                                                                  | 0                                                                   | 0                                                                   | 0                                                                   | 0                                                                   | 1                                                                   |                                                                            |                                                                     |                                                                     |
| Drapeau du Canada                                                   | Monk E                                                              | RC 13                                                               | 2017                                                                | 1                                                                   | 0%                                                                  | 0                                                                   | 0                                                                   | 1                                                                   | 0                                                                   | 0                                                                   |                                                                            |                                                                     |                                                                     |
| Drapeau du Canada                                                   | ParkaOne                                                            | RC 14                                                               | 2019                                                                | 1                                                                   | 0%                                                                  | 0                                                                   | 0                                                                   | 0                                                                   | 0                                                                   | 1                                                                   |                                                                            |                                                                     |                                                                     |
| Drapeau de la France                                                | Slider                                                              | RC 14                                                               | 2019                                                                | 2                                                                   | 0%                                                                  | 0                                                                   | 0                                                                   | 2                                                                   | 0                                                                   | 0                                                                   |                                                                            |                                                                     |                                                                     |
| Drapeau de la France                                                | Milo Creed                                                          | RC 14                                                               | 2019                                                                | 1                                                                   | 0%                                                                  | 0                                                                   | 0                                                                   | 1                                                                   | 0                                                                   | 0                                                                   |                                                                            |                                                                     |                                                                     |
| Drapeau de la France                                                | Artik                                                               | RC 16                                                               | 2020                                                                | 2                                                                   | 0%                                                                  | 0                                                                   | 0                                                                   | 1                                                                   | 0                                                                   | 1                                                                   |                                                                            |                                                                     |                                                                     |
| Drapeau de la France                                                | Achille Talent                                                      | RC 16                                                               | 2020                                                                | 1                                                                   | 0%                                                                  | 0                                                                   | 0                                                                   | 1                                                                   | 0                                                                   | 0                                                                   |                                                                            |                                                                     |                                                                     |
| Drapeau de la France                                                | Yessouf                                                             | RC 10 ans                                                           | 2022                                                                | 3                                                                   | 0%                                                                  | 0                                                                   | 0                                                                   | 3                                                                   | 0                                                                   | 0                                                                   |                                                                            |                                                                     |                                                                     |
| Drapeau de la France                                                | L Genius                                                            | RC 10 ans                                                           | 2022                                                                | 1                                                                   | 0%                                                                  | 0                                                                   | 0                                                                   | 0                                                                   | 0                                                                   | 1                                                                   |                                                                            |                                                                     |                                                                     |
| Drapeau de la France                                                | Al                                                                  | RC 10 ans                                                           | 2022                                                                | 1                                                                   | 0%                                                                  | 0                                                                   | 0                                                                   | 0                                                                   | 0                                                                   | 1                                                                   |                                                                            |                                                                     |                                                                     |
| Drapeau de la France                                                | Delta                                                               | RC 10 ans                                                           | 2022                                                                | 1                                                                   | 0%                                                                  | 0                                                                   | 0                                                                   | 0                                                                   | 0                                                                   | 1                                                                   |                                                                            |                                                                     |                                                                     |
| Drapeau de la France                                                | Joiboy                                                              | RC 10 ans                                                           | 2022                                                                | 1                                                                   | 0%                                                                  | 0                                                                   | 0                                                                   | 0                                                                   | 0                                                                   | 1                                                                   |                                                                            |                                                                     |                                                                     |
| Drapeau de la France                                                | Max Omega                                                           | RC 10 ans                                                           | 2022                                                                | 1                                                                   | 0%                                                                  | 0                                                                   | 0                                                                   | 0                                                                   | 0                                                                   | 1                                                                   |                                                                            |                                                                     |                                                                     |
| Drapeau de la France                                                | Mc Wheelchair                                                       | RC 10 ans                                                           | 2022                                                                | 1                                                                   | 0%                                                                  | 0                                                                   | 0                                                                   | 0                                                                   | 0                                                                   | 1                                                                   |                                                                            |                                                                     |                                                                     |
| Drapeau de la France                                                | Sartre                                                              | RC 10 ans                                                           | 2022                                                                | 1                                                                   | 0%                                                                  | 0                                                                   | 0                                                                   | 0                                                                   | 0                                                                   | 1                                                                   |                                                                            |                                                                     |                                                                     |
| Drapeau de la France                                                | SEDJ                                                                | RC 10 ans                                                           | 2022                                                                | 1                                                                   | 0%                                                                  | 0                                                                   | 0                                                                   | 0                                                                   | 0                                                                   | 1                                                                   |                                                                            |                                                                     |                                                                     |
| Drapeau du Canada                                                   | Skywakka                                                            | RC 10 ans                                                           | 2022                                                                | 1                                                                   | 0%                                                                  | 0                                                                   | 0                                                                   | 0                                                                   | 0                                                                   | 1                                                                   |                                                                            |                                                                     |                                                                     |
| Drapeau de la France                                                | Tensa                                                               | RC 10 ans                                                           | 2022                                                                | 1                                                                   | 0%                                                                  | 0                                                                   | 0                                                                   | 0                                                                   | 0                                                                   | 1                                                                   |                                                                            |                                                                     |                                                                     |
| Drapeau de la France                                                | Woody                                                               | RC 10 ans                                                           | 2022                                                                | 1                                                                   | 0%                                                                  | 0                                                                   | 0                                                                   | 0                                                                   | 0                                                                   | 1                                                                   |                                                                            |                                                                     |                                                                     |
| Drapeau de la France                                                | Evan                                                                | RC 10 ans                                                           | 2022                                                                | 1                                                                   | 0%                                                                  | 0                                                                   | 0                                                                   | 1                                                                   | 0                                                                   | 0                                                                   |                                                                            |                                                                     |                                                                     |
| Drapeau de la France                                                | OD                                                                  | RC 17                                                               | 2022                                                                | 3                                                                   | 0%                                                                  | 0                                                                   | 0                                                                   | 3                                                                   | 0                                                                   | 0                                                                   |                                                                            |                                                                     |                                                                     |
| Drapeau de la France                                                | Castor                                                              | RC 18                                                               | 2023                                                                | 2                                                                   | 0%                                                                  | 0                                                                   | 0                                                                   | 1                                                                   | 0                                                                   | 1                                                                   |                                                                            |                                                                     |                                                                     |
| Drapeau de la France                                                | Crapaud                                                             | RC 18                                                               | 2023                                                                | 2                                                                   | 0%                                                                  | 0                                                                   | 0                                                                   | 2                                                                   | 0                                                                   | 0                                                                   |                                                                            |                                                                     |                                                                     |
| Drapeau de la France                                                | Fantom                                                              | RC 18                                                               | 2023                                                                | 1                                                                   | 0%                                                                  | 0                                                                   | 0                                                                   | 0                                                                   | 0                                                                   | 1                                                                   |                                                                            |                                                                     |                                                                     |
| Drapeau de la France                                                | Marco                                                               | RC 18                                                               | 2023                                                                | 1                                                                   | 0%                                                                  | 0                                                                   | 0                                                                   | 0                                                                   | 0                                                                   | 1                                                                   |                                                                            |                                                                     |                                                                     |
| Drapeau de la France                                                | Sloux                                                               | RC 18                                                               | 2023                                                                | 1                                                                   | 0%                                                                  | 0                                                                   | 0                                                                   | 0                                                                   | 0                                                                   | 1                                                                   |                                                                            |                                                                     |                                                                     |
| Drapeau de la France                                                | Neyah                                                               | RC 19                                                               | 2023                                                                | 1                                                                   | 0%                                                                  | 0                                                                   | 0                                                                   | 1                                                                   | 0                                                                   | 0                                                                   |                                                                            |                                                                     |                                                                     |

## Battle par Édition
| Rap Contenders Édition 1 (2010) | Rap Contenders Édition 1 (2010) | Rap Contenders Édition 1 (2010) | Rap Contenders Édition 1 (2010) |
| Type de Battle                  | Battle MC                       | Vainqueur                       | Perdant                         |
| ------------------------------- | ------------------------------- | ------------------------------- | ------------------------------- |
| -                               | Blackapar vs Deen Burbigo       | Deen Burbigo (1)                | Blackapar (1)                   |
| -                               | Lunik vs Alpha Wann             | Lunik (1)                       | Alpha Wann (1)                  |
| -                               | Nekfeu vs Logik Konstantine     | Nekfeu (1)                      | Logik Konstantine (1)           |
| -                               | Dony S vs Pen                   | Dony S (1)                      | Pen (1)                         |
| -                               | TZN vs Eff Gee                  | Eff Gee (1)                     | TZN (1)                         |
| -                               | Gaiden vs Srin Po               | Gaiden (1)                      | Srin Po (1)                     |

| Rap Contenders Édition 2 (2010) | Rap Contenders Édition 2 (2010) | Rap Contenders Édition 2 (2010) | Rap Contenders Édition 2 (2010) |
| Type de Battle                  | Battle MC                       | Vainqueur                       | Perdant                         |
| ------------------------------- | ------------------------------- | ------------------------------- | ------------------------------- |
| Top Battle                      | Nekfeu vs Lunik                 | Lunik (2)                       | Nekfeu (1)                      |
| France v Canada                 | Filigrann vs Eff Gee            | Filigrann (1)                   | Eff Gee                         |
| Top Battle                      | Gaïden vs Deen Burbigo          | Gaiden (2)                      | Deen Burbigo (1)                |
| -                               | Wojtek vs Jazzy Bazz            | Jazzy Bazz (1)                  | Wojtek (1)                      |
| -                               | Alpha Wann vs Blackapar         | Blackapar (1)                   | Alpha Wann (2)                  |
| -                               | Srin Pro vs Pen                 | Srin Po (1)                     | Pen (2)                         |

| Rap Contenders Édition 3 (2011) | Rap Contenders Édition 3 (2011) | Rap Contenders Édition 3 (2011) | Rap Contenders Édition 3 (2011) |
| Type de Battle                  | Battle MC                       | Vainqueur                       | Perdant                         |
| ------------------------------- | ------------------------------- | ------------------------------- | ------------------------------- |
| France v Canada                 | Lunik vs Suspek T               | Lunik (3)                       | Suspek T (1)                    |
| Top Battle                      | Deen Burbigo vs Taipan          | Deen Burbigo (2 )               | Taipan (1)                      |
| -                               | Gaiden vs TZN                   | Gaiden (3)                      | TZN (2)                         |
| -                               | Jazzy Bazz vs Pandor            | Jazzy Bazz (2)                  | Pandor (1)                      |
| -                               | Wojtek vs Srin Po               | Wojtek (1)                      | Srin Po (2)                     |
| -                               | Eff Gee vs Vincenz              | Vincenz (1)                     | Eff Gee                         |
| -                               | RES vs Krok                     | Krok (1)                        | RES (1)                         |
| -                               | Sango vs Lawid                  | Sango (1)                       | Lawid (1)                       |

| Rap Contenders Édition 4 (2012) | Rap Contenders Édition 4 (2012) | Rap Contenders Édition 4 (2012) | Rap Contenders Édition 4 (2012) |
| Type de Battle                  | Battle MC                       | Vainqueur                       | Perdant                         |
| ------------------------------- | ------------------------------- | ------------------------------- | ------------------------------- |
| Main Event                      | Lunik vs Gaiden                 | Gaiden (4)                      | Lunik (1)                       |
| Top Battle                      | Blackapar vs Sango              | Blackapar (2)                   | Sango (1)                       |
| Top Battle                      | Taipan vs Vincenz               | Taipan (1)                      | Vincenz (1)                     |
| -                               | Dinos vs Lawid                  | Lawid (1)                       | Dinos (1)                       |
| -                               | Mic Orni vs MadMax              | Mic Orni (1)                    | MadMax (1)                      |
| -                               | Eech vs Billy Bats              | Eech (1)                        | Billy Bats (1)                  |
| -                               | RES vs Yoshi                    | Yoshi (1)                       | RES (2)                         |
| Non Jugé                        | Wojtek vs Dony S                | Non Jugé                        | Non Jugé                        |

| Rap Contenders Édition 5 (2012) | Rap Contenders Édition 5 (2012)   | Rap Contenders Édition 5 (2012) | Rap Contenders Édition 5 (2012) |
| Type de Battle                  | Battle MC                         | Vainqueur                       | Perdant                         |
| ------------------------------- | --------------------------------- | ------------------------------- | ------------------------------- |
| Main Event                      | Gaiden vs Jazzy Bazz              | Jazzy Bazz (3)                  | Gaiden (1)                      |
| Top Battle                      | Wojtek vs Kard                    | Wojtek (2)                      | Kard (1)                        |
| Double                          | Lawid & Dinos vs Lunik & Mic Orni | Lawid (2) Dinos (1)             | Lunik (1) Mic Orni (1)          |
| Top Battle                      | Blackapar vs Yoshi                | Yoshi (1)                       | Blackapar (2)                   |
| France v Canada                 | MadMax vs St Saoul                | St Saoul (1)                    | MadMax (2)                      |
| -                               | Vincenz vs Marshall Ombre         | Vincenz (2)                     | Marshall Ombre (1)              |
| -                               | Crescendo vs Godié                | Godié (1)                       | Crescendo (1)                   |

| Rap Contenders Édition 6 (2013) | Rap Contenders Édition 6 (2013)            | Rap Contenders Édition 6 (2013) | Rap Contenders Édition 6 (2013) |
| Type de Battle                  | Battle MC                                  | Vainqueur                       | Perdant                         |
| ------------------------------- | ------------------------------------------ | ------------------------------- | ------------------------------- |
| Main Event                      | Wojtek vs Lawid                            | Wojtek (3)                      | Lawid (2)                       |
| France v Canada                 | Blackapar vs Obia                          | Obia (1)                        | Blackapar (3)                   |
| -                               | RES vs MadMax                              | RES (1)                         | MadMax (3)                      |
| -                               | Fleyo vs Crescendo                         | Fleyo (1)                       | Crescendo (2)                   |
| -                               | Godié vs Vincenz                           | Vincenz (3)                     | Godié (1)                       |
| -                               | Krok vs Maadou                             | Maadou (1)                      | Krok (2)                        |
| Double                          | Arcanes & Marshall vs Joe Natt & Pasteur H | Arcanes (1) Marshall (1)        | Joe Natt (1) Pasteur H (1)      |

| Rap Contenders Édition 7 (2014) | Rap Contenders Édition 7 (2014) | Rap Contenders Édition 7 (2014) | Rap Contenders Édition 7 (2014) |
| Type de Battle                  | Battle MC                       | Vainqueur                       | Perdant                         |
| ------------------------------- | ------------------------------- | ------------------------------- | ------------------------------- |
| Main Event                      | Wojtek vs Gaiden                | Wojtek (4)                      | Gaiden (2)                      |
| Top Battle                      | Fleyo vs Marshall Ombre         | Fleyo (2)                       | Marshall Ombre (2)              |
| -                               | Mic Orni vs Srin Po             | Mic Orni (2)                    | Srin Po (3)                     |
| -                               | Yoshi vs Lamanif                | Lamanif (1)                     | Yoshi (1)                       |
| -                               | Godié vs Aladoum                | Aladoum (1)                     | Godié (2)                       |
|                                 | Maadou vs Arcanes               | Maadou (2)                      | Arcanes (1)                     |
| -                               | Hermano vs Cheef                | Cheef (1)                       | Hermano (1)                     |
| -                               | Louvar vs Enerku                | Louvar (1)                      | Enerku (1)                      |

| Rap Contenders Édition 8 (2014) | Rap Contenders Édition 8 (2014)     | Rap Contenders Édition 8 (2014) | Rap Contenders Édition 8 (2014) |
| Type de Battle                  | Battle MC                           | Vainqueur                       | Perdant                         |
| ------------------------------- | ----------------------------------- | ------------------------------- | ------------------------------- |
| Top Battle                      | Aladoum vs Maadou                   | Maadou (3)                      | Aladoum (1)                     |
| Top Battle                      | Cheef vs Louvar                     | Louvar (2)                      | Cheef (1)                       |
| France v Canada                 | Lamanif vs Jeune Chilly Chill       | Jeune Chilly Chill (1)          | Lamanif (1)                     |
| Double                          | Gaiden & Yoshi vs Suspek T & Skillz | Non Jugé                        | Non Jugé                        |
| -                               | Dony S vs RES                       | RES (2)                         | Dony S (1)                      |
| -                               | Hermano vs Fleyo                    | Hermano (1)                     | Fleyo (1)                       |
| -                               | Lawid vs St Saoul                   | Lawid (3)                       | St Saoul (1)                    |
| -                               | Pasteur H vs Tetris                 | Pasteur H (1)                   | Tetris (1)                      |

| Rap Contenders Édition 9 (2015) | Rap Contenders Édition 9 (2015) | Rap Contenders Édition 9 (2015) | Rap Contenders Édition 9 (2015) |
| Type de Battle                  | Battle MC                       | Vainqueur                       | Perdant                         |
| ------------------------------- | ------------------------------- | ------------------------------- | ------------------------------- |
| Main Event                      | Wojtek vs Maadou                | Wojtek (5)                      | Maadou (1)                      |
| Top Battle                      | Lamanif vs Cheef                | Cheef (2)                       | Lamanif (2)                     |
| France v Canada                 | Hermano vs Freddy Gruesum       | Hermano (2)                     | Freddy Gruesum (1)              |
| Top Battle                      | Marshall Ombre vs Aladoum       | Marshall Ombre (2)              | Aladoum (2)                     |
| Top Battle                      | Louvar vs Vincenz               | Louvar (3)                      | Vincenz (2)                     |
| -                               | Smoothi vs Zomaken              | Smoothi (1)                     | Zomaken (1)                     |
| -                               | Godié vs Enerku                 | Godié (2)                       | Enerku (1)                      |
| -                               | MadMax vs Nelson Barros         | MadMax (1)                      | Nelson Barros (1)               |
| -                               | Marti vs 2 Taf                  | Marti (1)                       | 2 Taf (1)                       |
| -                               | Uno Lavoz vs Woodman            | Non Jugé                        | Non Jugé                        |

| Rap Contenders Édition 10 (2016) | Rap Contenders Édition 10 (2016)       | Rap Contenders Édition 10 (2016) | Rap Contenders Édition 10 (2016) |
| Type de Battle                   | Battle MC                              | Vainqueur                        | Perdant                          |
| -------------------------------- | -------------------------------------- | -------------------------------- | -------------------------------- |
| Main Event                       | Wojtek vs Louvar                       | Wojtek (6)                       | Louvar (1)                       |
| Top Battle                       | Maadou vs Gaiden                       | Maadou (4)                       | Gaiden (3)                       |
| France v Canada                  | Cheef vs Jeune Chilly Chill            | Cheef (3)                        | Jeune Chilly Chill (1)           |
| Double                           | Lamanif & Tetris vs Arcanes & Marshall | Arcanes (2) Marshall (3)         | Lamanif (3) Tetris (2)           |
| -                                | Marti vs Maras                         | Maras (1)                        | Marti (1)                        |
| -                                | Aparzite vs Saminem                    | Saminem (1)                      | Aparzite (1)                     |
| -                                | Taipan vs Freddy Gruesum               | Taipan (2)                       | Freddy Gruesum (2)               |
| -                                | Blackapar vs Hermano                   | Hermano (3)                      | Blackapar (4)                    |

| Rap Contenders Édition 11 (2016) | Rap Contenders Édition 11 (2016) | Rap Contenders Édition 11 (2016) | Rap Contenders Édition 11 (2016) |
| Type de Battle                   | Battle MC                        | Vainqueur                        | Perdant                          |
| -------------------------------- | -------------------------------- | -------------------------------- | -------------------------------- |
| Main Event                       | Cheef vs Hermano                 | Hermano (4)                      | Cheef (2)                        |
| Top Battle                       | Gaiden vs Marshall Ombre         | Gaiden (5)                       | Marsall Ombre (3)                |
| -                                | K5 vs Mo The Fucker              | K5 (1)                           | Mo The Fucker (1)                |
| -                                | Aparzite vs Bramzo               | Aparzite (1)                     | Bramzo (1)                       |
| -                                | Marti vs Fleyo                   | Marti (2)                        | Fleyo (2)                        |
| -                                | Parano vs Saminem                | Parano (1)                       | Saminem (1)                      |
| -                                | 2 Taf vs Maras                   | 2 Taf (1)                        | Maras (1)                        |
| -                                | Lamanif vs St Saoul              | Non Jugé                         | Non Jugé                         |

| Rap Contenders Édition 12 (2017) | Rap Contenders Édition 12 (2017) | Rap Contenders Édition 12 (2017) | Rap Contenders Édition 12 (2017) |
| Type de Battle                   | Battle MC                        | Vainqueur                        | Perdant                          |
| -------------------------------- | -------------------------------- | -------------------------------- | -------------------------------- |
| Top Battle                       | Marti vs Gaiden                  | Gaiden (6)                       | Marti (2)                        |
| France v Canada                  | Chacalcolik vs Louvar            | Non Jugé                         | Non Jugé                         |
| France v Canada                  | K5 vs Arno                       | Non Jugé                         | Non Jugé                         |
| Top Battle                       | Maadou vs Taipan                 | Match Nul                        | Match Nul                        |
| France v Canada                  | Aparzite vs Freddy Gruesum       | Non Jugé                         | Non Jugé                         |
| France v Canada                  | St Saoul vs 2 Taf                | St Saoul (2)                     | 2 Taf (2)                        |
| -                                | Mo The Fucker vs Parano          | Parano (2)                       | Mo The Fucker (2)                |

| Rap Contenders Édition 13 (2017) | Rap Contenders Édition 13 (2017) | Rap Contenders Édition 13 (2017) | Rap Contenders Édition 13 (2017) |
| Type de Battle                   | Battle MC                        | Vainqueur                        | Perdant                          |
| -------------------------------- | -------------------------------- | -------------------------------- | -------------------------------- |
| Main Event                       | Wojtek vs Hermano                | Wojtek (7)                       | Hermano (2)                      |
| France v Canada                  | Aparzite vs Franko Bucci         | Match Nul                        | Match Nul                        |
| France v Canada                  | Cheef vs Monk E                  | Cheef (4)                        | Monk E (1)                       |
| -                                | K5 vs Parano                     | K5 (2)                           | Parano (1)                       |
| -                                | 2 Taf vs Mo The Fucker           | Mo The Fucker (1)                | 2 Taf (3)                        |
| -                                | Saminem vs Benji                 | Benji (1)                        | Saminem (2)                      |
| -                                | BGL vs Maras                     | BGL (1)                          | Maras (2)                        |
| -                                | Pasteur H vs Ventouz             | Ventouz (1)                      | Pasteur H (2)                    |

| Rap Contenders Édition 14 (2019) | Rap Contenders Édition 14 (2019) | Rap Contenders Édition 14 (2019) | Rap Contenders Édition 14 (2019) |
| Type de Battle                   | Battle MC                        | Vainqueur                        | Perdant                          |
| -------------------------------- | -------------------------------- | -------------------------------- | -------------------------------- |
| Main Event                       | Louvar vs K5                     | Louvar (4)                       | K5 (1)                           |
| Top Battle                       | Cheef vs Marshall Ombre          | Cheef (5)                        | Marshall Ombre (4)               |
| Top Battle                       | Parano vs Maadou                 | Maadou (5)                       | Parano (2)                       |
| France v Canada                  | Mo The Fucker vs ParkaOne        | Non Jugé                         | Non Jugé                         |
| -                                | Andra vs Espiway                 | Andra (1)                        | Espiway (1)                      |
| -                                | Milo Creed vs Bramzo             | Bramzo (1)                       | Milo Creed (1)                   |
| -                                | Marti vs BGL                     | Marti (3)                        | BGL (1)                          |
| -                                | Aladoum vs Ventouz               | Aladoum (2)                      | Ventouz (1)                      |
| -                                | Doc Brown vs Slider              | Doc Brown (1)                    | Slider (1)                       |

| Rap Contenders Édition 15 (2019) | Rap Contenders Édition 15 (2019)    | Rap Contenders Édition 15 (2019) | Rap Contenders Édition 15 (2019) |
| Type de Battle                   | Battle MC                           | Vainqueur                        | Perdant                          |
| -------------------------------- | ----------------------------------- | -------------------------------- | -------------------------------- |
| Double                           | Wojtek & Aladoum vs 2 Taf & Saminem | Wojtek (8) Aladoum (3)           | 2 Taf (4) Saminem (3)            |
| Double                           | Hermano & Lamanif vs K5 & Parano    | K5 (3) Parano (3)                | Hermano (3) Lamanif (4)          |
| France v Canada                  | Doc Brown vs Vrock                  | Non Jugé                         | Non Jugé                         |
| -                                | Maras vs Aparzite                   | Aparzite (2)                     | Maras (3)                        |
| -                                | Bramzo vs Andra                     | Andra (2)                        | Bramzo (2)                       |
| -                                | Slider vs Youm                      | Youm (1)                         | Slider (2)                       |

| Rap Contenders Édition 16 (2020) | Rap Contenders Édition 16 (2020) | Rap Contenders Édition 16 (2020) | Rap Contenders Édition 16 (2020) |
| Type de Battle                   | Battle MC                        | Vainqueur                        | Perdant                          |
| -------------------------------- | -------------------------------- | -------------------------------- | -------------------------------- |
| Main Event                       | Aladoum vs Louvar                | Aladoum (4)                      | Louvar (2)                       |
| Top Battle                       | Maadou vs K5                     | Match Nul                        | Match Nul                        |
| Top Battle                       | Lamanif vs Artik                 | Non Jugé                         | Non Jugé                         |
| -                                | Doc Brown vs Andra               | Andra (3)                        | Doc Brown (1)                    |
| -                                | Parano vs Aparzite               | Parano (4)                       | Aparzite (2)                     |
| -                                | Youm vs Marshall Ombre           | Marshall Ombre (4)               | Youm (1)                         |
| -                                | Achille Talent vs Oliver Twist   | Oliver Twist (1)                 | Achille Talent (1)               |

| Rap Contenders : 10 ans (2022) | Rap Contenders : 10 ans (2022) | Rap Contenders : 10 ans (2022) | Rap Contenders : 10 ans (2022) |
| Type de Battle                 | Battle MC                      | Vainqueur                      | Perdant                        |
| ------------------------------ | ------------------------------ | ------------------------------ | ------------------------------ |
| Top Battle                     | Wojtek vs Lunik                | Non Jugé                       | Non Jugé                       |
| Top Battle                     | Andra vs Parano                | Andra (4)                      | Parano (3)                     |
| France v Canada                | Fleyo vs Franko Bucci          | Fleyo (3)                      | Franko Bucci (1)               |
| Top Battle                     | Doc Brown vs Artik             | Doc Brown (2)                  | Artik (1)                      |
| Top Battle                     | Esope vs Taipan                | Esope (1)                      | Taipan (2)                     |
| France v Canada                | Skywakka vs Marti              | Non Jugé                       | Non Jugé                       |
| France v Canada                | Bramzo vs Jeune Chilly Chill   | Bramzo (2)                     | Jeune Chilly Chill (2)         |
| -                              | 2 Taf vs Benefk                | 2 Taf (2)                      | Benefik (1)                    |
| -                              | Aparzite vs Oliver Twist       | Aparzite (3)                   | Oliver Twist (1)               |
| -                              | JDM vs Deuzé                   | Deuzé (1)                      | JDM (1)                        |
| -                              | Joiboy vs Tensa                | Non Jugé                       | Non Jugé                       |
| -                              | Espiway vs Yessouf             | Espiway (1)                    | Yessouf (1)                    |
| -                              | Delta & Al vs SEDJ & Sartre    | Non Jugé                       | Non Jugé                       |
| -                              | Frost vs Evan                  | Frost (1)                      | Evan (1)                       |
| -                              | Mc Wheelchair vs L Genius      | Non Jugé                       | Non Jugé                       |
| -                              | Max Omega vs Woody             | Non Jugé                       | Non Jugé                       |

| Rap Contenders Édition 17 (2022) | Rap Contenders Édition 17 (2022) | Rap Contenders Édition 17 (2022) | Rap Contenders Édition 17 (2022) |
| Type de Battle                   | Battle MC                        | Vainqueur                        | Perdant                          |
| -------------------------------- | -------------------------------- | -------------------------------- | -------------------------------- |
| Main Event                       | Aladoum vs Andra                 | Aladoum (5)                      | Andra (1)                        |
| Top Battle                       | Gaiden vs Doc Brown              | Doc Brown (3)                    | Gaiden (4)                       |
| Top Battle                       | RES vs Aparzite                  | RES (3)                          | Aparzite (3)                     |
| -                                | Yessouf vs El-deterr             | El-deterr (1)                    | Yessouf (2)                      |
| -                                | Frost vs Deuzé                   | Frost (2)                        | Deuzé (1)                        |
| -                                | OD vs Louvar                     | Louvar (5)                       | OD (1)                           |
| -                                | JDM vs Fleyo                     | JDM (1)                          | Fleyo (3)                        |

| Rap Contenders Édition 18 (2023) | Rap Contenders Édition 18 (2023) | Rap Contenders Édition 18 (2023) | Rap Contenders Édition 18 (2023) |
| Type de Battle                   | Battle MC                        | Vainqueur                        | Perdant                          |
| -------------------------------- | -------------------------------- | -------------------------------- | -------------------------------- |
| Main Event                       | RES vs Hermano                   | RES (4)                          | Hermano (4)                      |
| Top Battle                       | Bramzo vs K5                     | Bramzo (3)                       | K5 (2)                           |
| France v Canada                  | Franko Bucci vs Doc Browm        | Franko Bucci (1)                 | Doc Brown (2)                    |
| Top Battle                       | Parano vs Fleyo                  | Parano (5)                       | Fleyo (4)                        |
| -                                | Marti vs El-deterr               | Marti (4)                        | El-deterr (1)                    |
| -                                | Insa vs Crapaud                  | Insa (1)                         | Crapaud (1)                      |
| -                                | BaT vs OD                        | BaT (1)                          | OD (2)                           |
| -                                | Louve vs Marco                   | Non Jugé                         | Non Jugé                         |
| Triple                           | Sloux vs Castor vs Fantom        | Non Jugé                         | Non Jugé                         |

| Rap Contenders Édition 19 (2023) | Rap Contenders Édition 19 (2023) | Rap Contenders Édition 19 (2023) | Rap Contenders Édition 19 (2023) |
| Type de Battle                   | Battle MC                        | Vainqueur                        | Perdant                          |
| -------------------------------- | -------------------------------- | -------------------------------- | -------------------------------- |
| Main Event                       | Aladoum vs Bramzo                | Bramzo (4)                       | Aladoum (3)                      |
| Top Battle                       | RES vs 2 Taf                     | RES (6)                          | 2 Taf (5)                        |
| -                                | Frost vs Castor                  | Frost (3)                        | Castor (1)                       |
| -                                | Crapaud vs John A                | John A (1)                       | Crapaud (1)                      |
| -                                | Louve vs Sartre                  | Louve (1)                        | Sartre (1)                       |
| -                                | Parano vs OD                     | Parano (6)                       | OD (3)                           |
| -                                | Yessouf vs Kader Diaby           | Kader Diaby (1)                  | Yessouf (3)                      |
| -                                | Neyah vs BaT                     | BaT (2)                          | Neyah (1)                        |

| Rap Contenders Édition 20 (2024) | Rap Contenders Édition 20 (2024)        | Rap Contenders Édition 20 (2024) | Rap Contenders Édition 20 (2024) |
| Type de Battle                   | Battle MC                               | Vainqueur                        | Perdant                          |
| -------------------------------- | --------------------------------------- | -------------------------------- | -------------------------------- |
| Main Event                       | Wojtek vs RES                           | Wojtek                           | RES                              |
| Top Battle                       | Lunik vs Bramzo                         | Non Jugé                         | Non Jugé                         |
| -                                | Sartre & Marti vs Kader Diaby & Yessouf | Sartre & Marti                   | Kader Diaby & Yessouf            |
| -                                | Crapaud vs Parano                       | Crapaud                          | Parano                           |
| -                                | 2Taf vs Insa                            | 2Taf                             | Insa                             |
| France vs Québec                 | Neyah vs Parka                          | Neyah                            | Parka                            |
| -                                | Louve vs L-Genius                       | Louve                            | L-Genius                         |
| -                                | Airjee vs Syme                          | Syme                             | Airjee                           |